# 밤바라어 위키백과

밤바라어 위키백과는 밤바라어로 운영되는 위키백과 언어판이다. 2004년에 시작되었다. 기호는 bm이다.